# Bologna Football Club 1909 2008-2009
Questa voce raccoglie le informazioni riguardanti il Bologna Football Club 1909 nelle competizioni ufficiali della stagione 2008-2009.

## Stagione
L'estate 2008, che fa seguito al ritorno in massima serie dopo un triennio, vede un cambio a livello dirigenziale: Alfredo Cazzola cede infatti la società alla famiglia Menarini. Il campionato inizia in maniera inattesa, con i felsinei che espugnano il campo del Milan: la rete decisiva del 2-1 è messa a segno da Valiani, all'esordio nella prima divisione. All'insperato successo, seguono tuttavia ben 5 sconfitte consecutive. Il Bologna ritrova la vittoria soltanto a metà ottobre (piegando per 3-1 la Lazio) ma le disfatte con Juventus e Cagliari (quest'ultima per 5-1) costano il posto ad Arrigoni, sostituito da Mihajlović. Nelle restanti 11 partite del girone di andata, il serbo (alla prima esperienza in panchina) ottiene 7 pareggi (5 dei quali consecutivi) e 2 vittorie, con cui la formazione emiliana si ritrova quintultima (con 19 punti in altrettante giornate) al giro di boa e con un vantaggio di 4 punti sulla zona retrocessione.
Malgrado un rendimento peggiore nella seconda parte del torneo (in cui saranno ancor meno i punti ottenuti, ovvero 18) e con il cambio in panchina (Papadopulo sostituisce Mihajlović dopo una pesante sconfitta casalinga contro il Siena per 4-1), i rossoblu contendono al Torino la salvezza, sorpassando i granata in classifica alla penultima giornata grazie alla classifica avulsa. La permanenza viene poi conquistata nella domenica conclusiva, grazie al successo contro un già salvo Catania (contro cui, all'andata, era stato conseguito il primo di 3 successi esterni) ed alla contestuale sconfitta dei piemontesi contro la Roma.

## Divise e sponsor
Lo sponsor tecnico per la stagione 2008-2009 è Macron, mentre lo sponsor ufficiale è Unipol, gruppo finanziario con sede proprio a Bologna. È inoltre presente un secondo sponsor, Cogei costruzioni, presente sulle maglie in alto a destra. Il logo della squadra è al centro, sotto lo sponsor tecnico e sopra quello ufficiale.
| Casa | Trasferta | Terza divisa | 1ª portiere | 2ª portiere |

## Organigramma societario
Area direttiva
- Presidente: Francesca Menarini
- Amministratore delegato: Renzo Menarini
- Direttore generale: Pier Giovanni Ricci

Area organizzativa
- Segretario generale: Stefano Pedrelli
- Team manager: Massimo Tarantino

Area comunicazione
- Responsabile area comunicazione: Carlo Caliceti

Area marketing
- Ufficio marketing: Daniele Montagnani

Area tecnica
- Direttore sportivo: Fabrizio Salvatori
- Allenatore: Daniele Arrigoni, da novembre Siniša Mihajlović, da aprile Giuseppe Papadopulo
- Allenatore in seconda: Angelo Antenucci
- Preparatore atletico: Antonio Bovenzi
- Preparatore dei portieri: Gaetano Petrelli

Area sanitaria
- Responsabile sanitario: Gianni Nanni
- Medico sociale: Giovanbattista Sisca
- Massaggiatori: Luca Ghelli, Luca Govoni, Gianluca Scolaro

## Rosa
Aggiornato al 2 febbraio 2009.
| N. |                    | Ruolo | Calciatore                     |
| -- | ------------------ | ----- | ------------------------------ |
| 1  | Italia (bandiera)  | P     | Francesco Antonioli            |
| 2  | Italia (bandiera)  | C     | Davide Marchini                |
| 3  | Brasile (bandiera) | C     | César                          |
| 4  | Italia (bandiera)  | C     | Christian Amoroso              |
| 5  | Italia (bandiera)  | C     | Sergio Volpi                   |
| 6  | Uruguay (bandiera) | D     | Miguel Britos                  |
| 7  | Italia (bandiera)  | C     | Francesco Valiani              |
| 8  | Italia (bandiera)  | C     | Nicola Mingazzini              |
| 9  | Italia (bandiera)  | A     | Marco Di Vaio                  |
| 10 | Italia (bandiera)  | C     | Davide Bombardini              |
| 11 | Italia (bandiera)  | A     | Marco Bernacci                 |
| 12 | Italia (bandiera)  | P     | Gianmarco Campironi            |
| 14 | Italia (bandiera)  | D     | Marcello Castellini (capitano) |
| 15 | Italia (bandiera)  | P     | Roberto Colombo                |
| 16 | Italia (bandiera)  | C     | Davide Carrus                  |
| 17 | Uruguay (bandiera) | C     | Diego Rodríguez                |

| N. |                    | Ruolo | Calciatore        |
| -- | ------------------ | ----- | ----------------- |
| 18 | Grecia (bandiera)  | D     | Vaggelīs Moras    |
| 19 | Italia (bandiera)  | D     | Claudio Terzi     |
| 20 | Brasile (bandiera) | A     | Adaílton          |
| 21 | Italia (bandiera)  | D     | Cristian Zenoni   |
| 22 | Italia (bandiera)  | A     | Gabriele Paonessa |
| 23 | Italia (bandiera)  | D     | Salvatore Lanna   |
| 25 | Italia (bandiera)  | C     | Massimo Mutarelli |
| 26 | Belgio (bandiera)  | C     | Gaby Mudingayi    |
| 32 | Italia (bandiera)  | C     | Federico Casarini |
| 34 | Italia (bandiera)  | C     | Simone Confalone  |
| 41 | Italia (bandiera)  | A     | Massimo Marazzina |
| 74 | Italia (bandiera)  | C     | Luigi Lavecchia   |
| 77 | Brasile (bandiera) | D     | Coelho            |
| 84 | Italia (bandiera)  | D     | Manuel Belleri    |
| 88 | Italia (bandiera)  | A     | Massimo Coda      |
| 99 | Italia (bandiera)  | A     | Daniel Osvaldo    |

## Calciomercato

### Sessione estiva(dall'1/7 al 1/9)
I dati relativi agli aspetti finanziari delle operazioni di mercato in entrata sono indicati in  Transfer-Übersicht 2008-2009, su transfermarkt.co.uk. URL consultato il 06-03-2009 (archiviato dall'url originale il 23 febbraio 2009).
| Acquisti | Acquisti              | Acquisti             | Acquisti                    |
| R.       | Nome                  | da                   | Modalità                    |
| -------- | --------------------- | -------------------- | --------------------------- |
| P        | Gianmarco Campironi   | Milan                | definitivo (0,05 milioni €) |
| D        | Salvatore Lanna       | Torino               | compart. (1,4 milioni €)    |
| D        | Miguel Ángel Britos   | Montevideo Wanderers | definitivo (3,8 milioni €)  |
| D        | Diego Rodríguez       | Peñarol              | prestito                    |
| C        | Cristian Zenoni       | Sampdoria            | definitivo (1 milioni €)    |
| C        | Davide Marchini       | Cagliari             | prestito                    |
| C        | Gaby Mudingayi        | Lazio                | definitivo (5,8 milioni €)  |
| C        | Sergio Volpi          | Sampdoria            | definitivo (0 milioni €)    |
| C        | Coelho                | Corinthians          | prestito                    |
| C        | Gabriele Paonessa     | Avellino             | fine prestito               |
| C        | Francesco Della Rocca | Avellino             | fine prestito               |
| A        | Marco Bernacci        | Ascoli               | definitivo (4,1 milioni €)  |
| A        | Marco Di Vaio         | Genoa                | prestito                    |
| A        | Massimo Coda          | Treviso              | compart. (0,4 milioni €)    |

| Cessioni | Cessioni              | Cessioni  | Cessioni      |
| R.       | Nome                  | a         | Modalità      |
| -------- | --------------------- | --------- | ------------- |
| D        | Riccardo Bonetto      | Lazio     | fine prestito |
| D        | Daniele Daino         |           | svincolato    |
| D        | David Giubilato       | Vicenza   | fine prestito |
| C        | Francesco Della Rocca | Sassuolo  | prestito      |
| C        | Luca Ferrari          | Reggiana  | definitivo    |
| A        | Davide Di Gennaro     | Milan     | fine prestito |
| A        | Cristian Bucchi       | Napoli    | fine prestito |
| A        | Dino Fava Passaro     | Treviso   | fine prestito |
| A        | Massimo Coda          | Cremonese | prestito      |

### Tesseramento giocatori svincolati(dal 2/9 al 31/3)
| Acquisti | Acquisti | Acquisti | Acquisti   |
| R.       | Nome     | da       | Modalità   |
| -------- | -------- | -------- | ---------- |
| C        | César    |          | definitivo |

| Cessioni | Cessioni | Cessioni | Cessioni |
| R.       | Nome     | a        | Modalità |
| -------- | -------- | -------- | -------- |

### Sessione invernale(dall'7/1 al 2/2)
| Acquisti | Acquisti             | Acquisti   | Acquisti |
| R.       | Nome                 | da         | Modalità |
| -------- | -------------------- | ---------- | -------- |
| D        | Manuel Belleri       | Lazio      | prestito |
| C        | Massimo Mutarelli    | svincolato |          |
| A        | Pablo Daniel Osvaldo | Fiorentina | prestito |

| Cessioni | Cessioni      | Cessioni | Cessioni |
| R.       | Nome          | a        | Modalità |
| -------- | ------------- | -------- | -------- |
| C        | Davide Carrus | Empoli   | prestito |

## Risultati

### Serie A

#### Girone di andata
| Arbitro: | Orsato (Schio) |

|               |           |                         |
| Ambrosini 41’ | Marcatori | 18’ Di Vaio 79’ Valiani |

| Arbitro: | Valeri (Roma) |

|  |           |             |
|  | Marcatori | 9’ Guarente |

| Arbitro: | Damato (Barletta) |

|               |           |  |
| Gilardino 37’ | Marcatori |  |

| Arbitro: | N. Stefanini (Prato) |

|  |           |                                                 |
|  | Marcatori | 14’ (rig.) D'Agostino 21’ Floro Flores 74’ Pepe |

| Arbitro: | Ayroldi (Molfetta) |

|  |           |           |
|  | Marcatori | 87’ Denis |

| Arbitro: | Ciampi (Roma) |

|                                    |           |           |
| Ibrahimović 25’ Adriano 50’ (rig.) | Marcatori | 56’ Moras |

| Arbitro: | Tagliavento (Terni) |

|                           |           |            |
| Volpi 5’ Di Vaio 12’, 26’ | Marcatori | 51’ Rocchi |

| Arbitro: | Celi (Campobasso) |

|                                |           |  |
| G. Delvecchio 63’ Bellucci 74’ | Marcatori |  |

| Arbitro: | Trefoloni (Siena) |

|             |           |                 |
| Di Vaio 74’ | Marcatori | 12’, 56’ Nedvěd |

| Arbitro: | Giannoccaro (Lecce) |

|                                              |           |             |
| Acquafresca 45’, 52’ Conti 48’ Jeda 69’, 85’ | Marcatori | 18’ Di Vaio |

| Arbitro: | Orsato (Schio) |

|                      |           |           |
| Cicinho 90+1’ (aut.) | Marcatori | 68’ Totti |

| Arbitro: | Valeri (Roma) |

|             |           |               |
| Ghezzal 22’ | Marcatori | 45+2’ Di Vaio |

| Arbitro: | C. Russo (Nola) |

|             |           |             |
| Di Vaio 20’ | Marcatori | 90+2’ Succi |

| Arbitro: | Velotto (Grosseto) |

|            |           |             |
| Sculli 55’ | Marcatori | 63’ Di Vaio |

| Arbitro: | Ayroldi (Molfetta) |

|                         |           |                        |
| Corradi 40’ Barreto 56’ | Marcatori | 53’ Valiani 61’Di Vaio |

| Arbitro: | Rocchi (Firenze) |

|                                                            |           |                     |
| Volpi 48’ Di Vaio 55’, 62’, 79’ (rig.) Bernacci 68’ (rig.) | Marcatori | 7’ Barone 53’ Abate |

| Lecce 21 dicembre 2008, ore 15:00 UTC+1 17ª giornata | Lecce                    | 0 – 0 referto | Bologna | Stadio Via del Mare\| Arbitro: \| Morganti (Ascoli Piceno) \| |
| Arbitro:                                             | Morganti (Ascoli Piceno) |               |         |                                                               |

| Arbitro: | Trefoloni (Siena) |

|                    |           |                |
| Di Vaio 45’ (rig.) | Marcatori | 43’ Pellissier |

| Arbitro: | Ayroldi (Molfetta) |

|              |           |                          |
| Paolucci 85’ | Marcatori | 49’ Di Vaio 54’ Adailton |

#### Girone di ritorno
| Arbitro: | Tagliavento (Terni) |

|                   |           |                                              |
| Di Vaio 9’ (rig.) | Marcatori | 13’ Seedorf 17’ (rig.), 43’ Kaká 59’ Beckham |

| Arbitro: | Giannoccaro (Lecce) |

|  |           |           |
|  | Marcatori | 80’ Volpi |

| Arbitro: | Tagliavento (Terni) |

|                |           |                              |
| Mingazzini 52’ | Marcatori | 6’, 16’ Mutu 90+3’ Gilardino |

| Arbitro: | Gava (Conegliano) |

|               |           |  |
| Sánchez 90+2’ | Marcatori |  |

| Arbitro: | Banti (Livorno) |

|            |           |             |
| Maggio 19’ | Marcatori | 23’ Di Vaio |

| Arbitro: | Ayroldi (Molfetta) |

|            |           |                             |
| Britos 79’ | Marcatori | 57’ Cambiasso 81’ Balotelli |

| Arbitro: | C. Russo (Nola) |

|                 |           |  |
| Zarate 36’, 82’ | Marcatori |  |

| Arbitro: | Banti (Livorno) |

|                       |           |  |
| Di Vaio 46’, 91’, 87’ | Marcatori |  |

| Arbitro: | Damato (Barletta) |

|                                                  |           |               |
| Salihamidzic 48’ Giovinco 71’ Del Piero 75’, 87’ | Marcatori | 24’ Mutarelli |

| Arbitro: | Gava (Conegliano) |

|  |           |                 |
|  | Marcatori | 45’ Acquafresca |

| Arbitro: | Damato (Barletta) |

|                              |           |               |
| Totti 12’ (rig.), 58’ (rig.) | Marcatori | 26’ Marazzina |

| Arbitro: | Banti (Livorno) |

|               |           |                                                |
| Marazzina 20’ | Marcatori | 8’ Calaiò 11’ Portanova 62’ Ghezzal 82’ Kharja |

| Arbitro: | Brighi (Cesena) |

|                                                 |           |             |
| Belleri 6’ (aut.) Kjær 45’ Succi 64’ Cavani 92’ | Marcatori | 85’ Di Vaio |

| Arbitro: | Orsato (Schio) |

|                              |           |  |
| Di Vaio 15’ (rig.) Terzi 25’ | Marcatori |  |

| Arbitro: | Rocchi (Firenze) |

|           |           |                         |
| Moras 87’ | Marcatori | 40’ Brienza 46’ Barreto |

| Arbitro: | Morganti (Ascoli Piceno) |

|                    |           |            |
| Di Vaio 86’ (rig.) | Marcatori | 36’ Rosina |

| Arbitro: | Orsato (Schio) |

|                         |           |                |
| Di Vaio 37’ Volpi 90+4’ | Marcatori | 30’ Tiribocchi |

| Verona 24 maggio 2009, ore 15:00 UTC+1 37ª giornata | Chievo               | 0 – 0 referto | Bologna | Stadio Marcantonio Bentegodi\| Arbitro: \| Farina (Novi Ligure) \| |
| Arbitro:                                            | Farina (Novi Ligure) |               |         |                                                                    |

| Arbitro: | Banti (Livorno) |

|                                     |           |              |
| Mingazzini 5’ Terzi 26’ Di Vaio 68’ | Marcatori | 50’ Morimoto |

### Coppa Italia

#### Turni eliminatori
| Arbitro: | Rocchi (Firenze) |

|                          |           |  |
| Di Vaio 34’ Adailton 43’ | Marcatori |  |

| Arbitro: | Pierpaoli (Firenze) |

|            |           |  |
| Coelho 39’ | Marcatori |  |

#### Fase finale
| Arbitro: | Mazzoleni (Bergamo) |

|                  |           |  |
| Vučinić 82’, 86’ | Marcatori |  |

## Statistiche

### Statistiche di squadra
Statistiche aggiornate al 31 maggio 2009.
| Competizione | Punti | In casa | In casa | In casa | In casa | In casa | In casa | In trasferta | In trasferta | In trasferta | In trasferta | In trasferta | In trasferta | Totale | Totale | Totale | Totale | Totale | Totale | DR  |
| Competizione | Punti | G       | V       | N       | P       | Gf      | Gs      | G            | V            | N            | P            | Gf           | Gs           | G      | V      | N      | P      | Gf     | Gs     | DR  |
| ------------ | ----- | ------- | ------- | ------- | ------- | ------- | ------- | ------------ | ------------ | ------------ | ------------ | ------------ | ------------ | ------ | ------ | ------ | ------ | ------ | ------ | --- |
| Serie A      | 37    | 19      | 6       | 3       | 10      | 27      | 31      | 19           | 3            | 7            | 9            | 16           | 31           | 38     | 9      | 10     | 19     | 43     | 62     | -19 |
| Coppa Italia |       | 2       | 2       | 0       | 0       | 3       | 0       | 1            | 0            | 0            | 1            | 0            | 2            | 3      | 2      | 0      | 1      | 3      | 2      | +1  |
| Totale       |       | 21      | 8       | 3       | 10      | 30      | 31      | 20           | 3            | 7            | 10           | 16           | 33           | 41     | 11     | 10     | 20     | 46     | 64     | -18 |

### Andamento in campionato
| Giornata  | 1 | 2  | 3  | 4  | 5  | 6  | 7  | 8  | 9  | 10 | 11 | 12 | 13 | 14 | 15 | 16 | 17 | 18 | 19 | 20 | 21 | 22 | 23 | 24 | 25 | 26 | 27 | 28 | 29 | 30 | 31 | 32 | 33 | 34 | 35 | 36 | 37 | 38 |
| --------- | - | -- | -- | -- | -- | -- | -- | -- | -- | -- | -- | -- | -- | -- | -- | -- | -- | -- | -- | -- | -- | -- | -- | -- | -- | -- | -- | -- | -- | -- | -- | -- | -- | -- | -- | -- | -- | -- |
| Luogo     | T | C  | T  | C  | C  | T  | C  | T  | C  | T  | C  | T  | C  | T  | T  | C  | T  | C  | T  | C  | T  | C  | T  | T  | C  | T  | C  | T  | C  | T  | C  | T  | C  | C  | T  | C  | T  | C  |
| Risultato | V | P  | P  | P  | P  | P  | V  | P  | P  | P  | N  | N  | N  | N  | N  | V  | N  | N  | V  | P  | V  | P  | P  | N  | P  | P  | V  | P  | P  | P  | P  | P  | V  | P  | N  | V  | N  | V  |
| Posizione | 4 | 11 | 17 | 18 | 18 | 18 | 15 | 17 | 18 | 19 | 18 | 18 | 19 | 19 | 19 | 16 | 16 | 17 | 16 | 16 | 16 | 17 | 16 | 16 | 16 | 17 | 16 | 17 | 17 | 17 | 18 | 18 | 18 | 18 | 18 | 18 | 17 | 17 |

Legenda:

Luogo: C = Casa; T = Trasferta. Risultato: V = Vittoria; N = Pareggio; P = Sconfitta.

### Statistiche dei giocatori
Sono in corsivo i calciatori che hanno lasciato la società a stagione in corso.
| Giocatore     | Serie A  | Serie A | Serie A     | Serie A    | Coppa Italia | Coppa Italia | Coppa Italia | Coppa Italia | Totale   | Totale | Totale      | Totale     |
| Giocatore     | Presenze | Reti    | Ammonizioni | Espulsioni | Presenze     | Reti         | Ammonizioni  | Espulsioni   | Presenze | Reti   | Ammonizioni | Espulsioni |
| ------------- | -------- | ------- | ----------- | ---------- | ------------ | ------------ | ------------ | ------------ | -------- | ------ | ----------- | ---------- |
| Adailton      | 23       | 1       | ?           | ?          | 2            | 1            | 0            | 0            | 25       | 2      | 0+          | 0+         |
| C. Amoroso    | 24       | 0       | ?           | ?          | 1            | 0            | 0            | 0            | 25       | 0      | 0+          | 0+         |
| F. Antonioli  | 35       | ?       | ?           | ?          | 1            | ?            | 0            | 0            | 36       | ?      | 0+          | 0+         |
| M. Belleri    | 6        | 0       | ?           | ?          | -            | -            | -            | -            | 6        | 0      | 0+          | 0+         |
| M. Bernacci   | 13       | 1       | 1           | 0          | 1            | 0            | 1            | 0            | 14       | 1      | 2           | 0          |
| D. Bombardini | 22       | 0       | ?           | ?          | 1            | 0            | 0            | 0            | 23       | 0      | 0+          | 0+         |
| M. Á. Britos  | 14       | 1       | ?           | 1          | 2            | 0            | 0            | 0            | 16       | 1      | 0+          | 1          |
| G. Campironi  | 0        | 0       | 0           | 0          | 0            | 0            | 0            | 0            | 0        | 0      | 0           | 0          |
| D. Carrus     | 3        | 0       | 1           | 0          | 2            | 0            | 0            | 0            | 5        | 0      | 1           | 0          |
| F. Casarini   | 5        | 0       | 0           | 0          | 0            | 0            | 0            | 0            | 5        | 0      | 0           | 0          |
| M. Castellini | 13       | 0       | ?           | ?          | 1            | 0            | 0            | 0            | 14       | 0      | 0+          | 0+         |
| César         | 6        | 0       | ?           | ?          | 1            | 0            | 0            | 0            | 7        | 0      | 0+          | 0+         |
| L. Cisterni   | 0        | 0       | 0           | 0          | 0            | 0            | 0            | 0            | 0        | 0      | 0           | 0          |
| M. Coda       | -        | -       | -           | -          | 1            | 0            | 0            | 0            | 1        | 0      | 0           | 0          |
| Coelho        | 13       | 0       | ?           | ?          | 3            | 1            | 0            | 0            | 16       | 1      | 0+          | 0+         |
| R. Colombo    | 3        | ?       | ?           | ?          | 2            | -2           | 0            | 0            | 5        | -2+    | 0+          | 0+         |
| S. Confalone  | 1        | 0       | ?           | ?          | 1            | 0            | 0            | 0            | 2        | 0      | 0+          | 0+         |
| M. Di Vaio    | 38       | 24      | ?           | ?          | 2            | 1            | 0            | 0            | 40       | 25     | 0+          | 0+         |
| S. Lanna      | 22       | 0       | ?           | ?          | 1            | 0            | 0            | 0            | 23       | 0      | 0+          | 0+         |
| L. Lavecchia  | 3        | 0       | 0           | 0          | 2            | 0            | 0            | 0            | 5        | 0      | 0           | 0          |
| M. Marazzina  | 23       | 2       | ?           | ?          | 2            | 0            | 0            | 0            | 25       | 2      | 0+          | 0+         |
| D. Marchini   | 18       | 0       | ?           | ?          | 1            | 0            | 1            | 0            | 19       | 0      | 1+          | 0+         |
| N. Mingazzini | 27       | 2       | ?           | ?          | 2            | 0            | 2            | 0            | 29       | 2      | 2+          | 0+         |
| V. Moras      | 31       | 2       | ?           | ?          | 1            | 0            | 0            | 0            | 32       | 2      | 0+          | 0+         |
| G. Mudingayi  | 31       | 0       | ?           | 2          | 1            | 0            | 0            | 0            | 32       | 0      | 0+          | 2          |
| M. Mutarelli  | 11       | 1       | ?           | ?          | -            | -            | -            | -            | 11       | 1      | 0+          | 0+         |
| P.D. Osvaldo  | 12       | 0       | ?           | 1          | -            | -            | -            | -            | 12       | 0      | 0+          | 1          |
| G. Paonessa   | 0        | 0       | 0           | 0          | 1            | 0            | 0            | 0            | 1        | 0      | 0           | 0          |
| D. Rodríguez  | 7        | 0       | 1           | 0          | 2            | 0            | 0            | 0            | 9        | 0      | 1           | 0          |
| C. Terzi      | 32       | 2       | ?           | ?          | 2            | 0            | 0            | 0            | 34       | 2      | 0+          | 0+         |
| F. Valiani    | 34       | 2       | ?           | ?          | 1            | 0            | 0            | 0            | 35       | 2      | 0+          | 0+         |
| S. Volpi      | 25       | 4       | ?           | 1          | 2            | 0            | 1            | 0            | 27       | 4      | 1+          | 1          |
| C. Zenoni     | 33       | 0       | ?           | ?          | 2            | 0            | 0            | 0            | 35       | 0      | 0+          | 0+         |

## Giovanili

### Organigramma societario
Area direttiva
- Responsabile tecnico: Giancarlo Marocchi
- Responsabile scuola calcio: Daniele Corazza

Area tecnica
- Allenatore Primavera: Fabio Perinelli
- Allenatore Allievi Nazionali: Paolo Magnani
- Allenatore Allievi Regionali: Davide Marchetti
- Allenatore Giovanissimi Nazionali: Ennio Mastalli
- Allenatore Giovanissimi Regionali: Andrea Cristi
- Collaboratore tecnico: Davide Cioni
- Preparatore dei portieri: Michele Borghi
- Preparatore atletico: Paolo Aiello